# Katie Porter

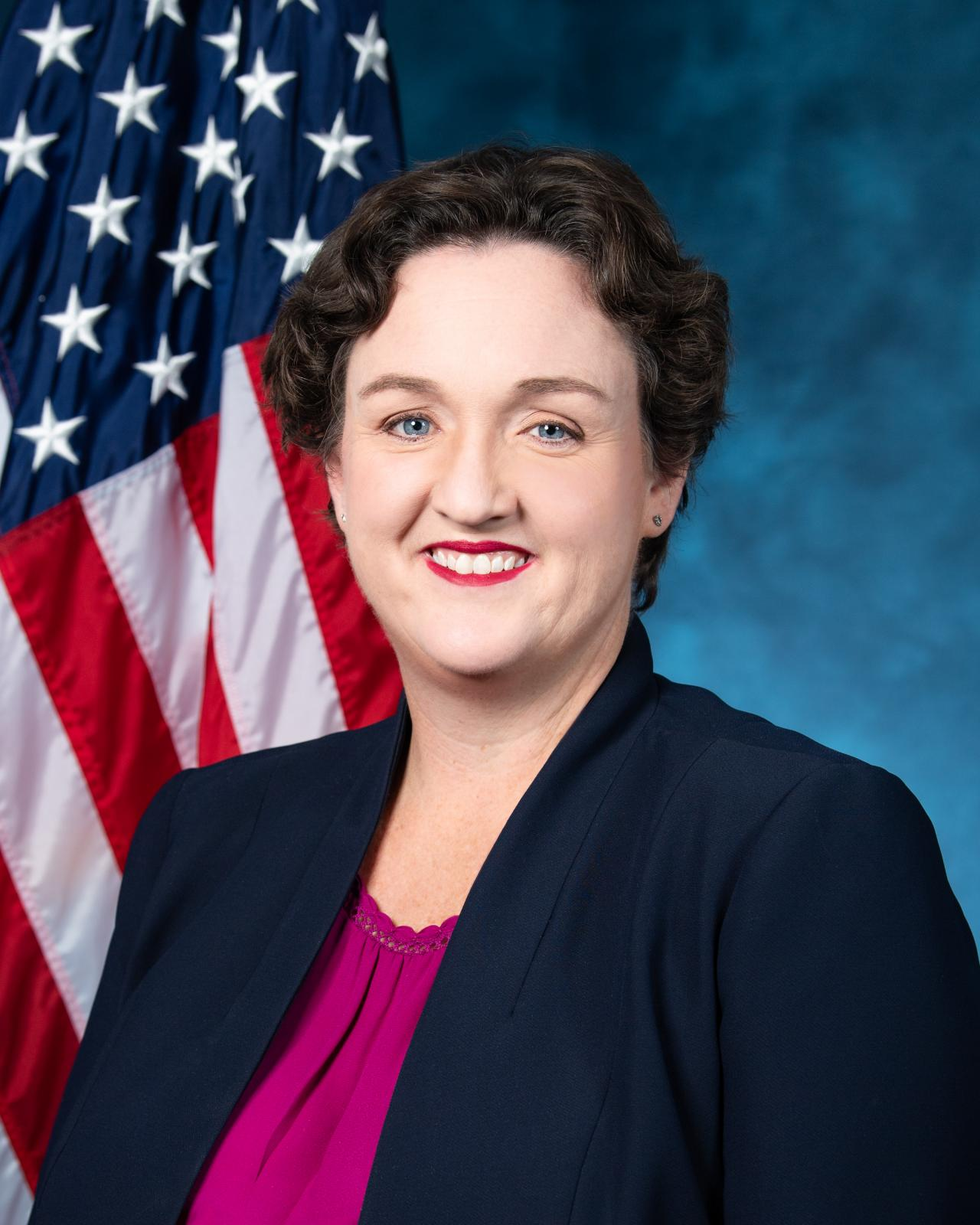
Katie Porter (2019)

Katherine „Katie“ Moore Porter (* 3. Januar 1974 in Fort Dodge, Webster County, Iowa) ist eine US-amerikanische Politikerin der Demokratischen Partei. Sie vertrat 2019 bis 2025 einen Wahlkreis in Kalifornien im Repräsentantenhaus der Vereinigten Staaten.

## Leben

### Persönliches
Katie Porter wurde am 3. Januar 1974 in Fort Dodge im Bundesstaat Iowa geboren und wuchs in einer ländlichen Gemeinde in Iowa auf. Ihr Vater war Landwirt und arbeitet dann in einer Bank. Porter war von 2003 bis 2013 verheiratet, jedoch war die Ehe von häuslicher Gewalt von Seiten ihres Ehemannes geprägt.
Sie absolvierte ihre Schulzeit an der Phillips Academy und studierte anschließend Amerikanistik an der Yale University, wo sie 1996 einen Bachelor of Arts erwarb. Anschließend studierte sie an der Harvard Law School unter Elizabeth Warren und erhielt 2001 den Juris Doctor.
Porter ist alleinerziehende Mutter von drei Kindern und lebt in Irvine (Kalifornien).

### Berufliche Karriere
Ab 2006 unterrichtete sie Insolvenzrecht an der University of Iowa College of Law. Im März 2012 ernannte die Generalstaatsanwältin von Kalifornien, Kamala Harris, Porter zur Leiterin einer unabhängigen Aufsichtsbehörde von Banken im Rahmen eines landesweiten 25-Milliarden-US-Dollar-Hypothekenabschlusses.

### Repräsentantenhaus
Katie Porter gewann die Wahlen 2018 um den 45. Distrikt des Bundesstaates Kalifornien im Repräsentantenhaus der Vereinigten Staaten am 6. November 2018 gegen die bisherige Inhaberin des Sitzes, Mimi Walters von der Republikanischen Partei, mit 52,1 Prozent der Stimmen. Ihr Kongresswahlbezirk umfasst hauptsächlich das Orange County. Die Wahlen in den Vereinigten Staaten 2020 konnte sie ebenfalls gewinnen und besiegte den Republikaner Greg Raths mit 53,5 %.
Die offene Primary (Vorwahl) für die Wahlen 2022, nunmehr für den 47. Distrikt, am 7. Juni gewann sie mit 51 % klar. Sie trat dadurch am 8. November 2022 gegen Scott Baugh von der Republikanischen Partei an. Sie konnte die Wahl mit 50,8 % der Stimmen knapp für sich entscheiden und ist dadurch im Repräsentantenhaus des 118. Kongresses vertreten. Diesen Bezirk vertrat zuvor ihr Parteikollege Alan Lowenthal, der keine Wiederwahl anstrebte.
Porter trat 2024 nicht bei den Wahlen zum Repräsentantenhaus an, sondern bewarb sich um das Amt einer Senatorin. In den Vorwahlen zur Senatswahlen 2024 schied sie dann in den Vorwahlen aus. In den 47. Kongresswahlbezirk wurde ihr Parteifreund Dave Min zum Nachfolger Porters gewählt.
Sie war im Repräsentantenhaus Mitglied beim Congressional Asian Pacific American Caucus, beim Congressional Progressive Caucus sowie einem dutzend weiterer Caucuses.

### Senatswahl 2024
Im Januar 2023 kündigte Porter an, den Senatssitz der 89-jährigen Senatorin Dianne Feinstein anzustreben. Feinstein verstarb im September 2023. In der offenen Vorwahl im März 2024 traten neben ihr auch die demokratischen Kongressabgeordneten Adam Schiff und Babara Lee an sowie der republikanische Kandidat, der ehemalige Baseballspieler und Geschäftsmann Steve Garvey. Gegen Porter wurde eine finanziell gut ausgestattete Kampagne, die Falschinformationen über Porter verbreitete, durch den Super-PAC Fairshake gestartet. Hintergrund war, dass man von Porter vermutete, sie würde nicht für Kryptowährung-unterstützende Gesetze stimmen. Laut einer anonymen Quelle vom New Yorker wählte Fairshake Porter als abschreckendes Beispiel dafür aus, was passiere, wenn Politiker zu solchen Finanzthemen nicht die gewünschte Position einnehmen. Porter konnte sich nicht durchsetzen und belegte nur den dritten Platz nach Schiff und Garvey.
Damit war sie in der allgemeinen Wahl zum Senat nicht vertreten und konnte auch für das Repräsentantenhaus im November 2024 nicht mehr antreten.

## Gouverneurswahl 2026
Am 11. März 2025 kündigte Katie Porter an bei den Gouverneurswahlen in den Vereinigten Staaten 2026 als Nachfolgerin von Gavin Newsom für das Amt des Gouverneurs von Kalifornien zu kandidieren.